# آرسفنامین

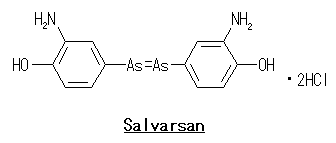
ساختار شیمیایی آرسفنامین

آرسفنامین (انگلیسی: Arsphenamine) که با نام سالوارسان (به انگلیسی: Salvarsan) نیز شناخته می‌شود، داروی شیمیایی است که در اوایل دههٔ ۱۹۱۰ توسط پاول ارلیش به کار گرفته شد. این دارو اولین ابزار برای درمان بیماری سیفلیس بود که برای درمان بیماری خواب هم از آن استفاده می‌شد. این ترکیب آلی آرسنیکی اولین عامل ضدمیکروبی بود.
پیش از پیدایش این دارو، استفاده از جیوه و روش قرنطینه و درمان‌هایی که اغلب بدتر از خودِ بیماری سیفلیس بودند، برای درمان آن رواج داشتند.با نام تجاری arsphenamine ،Salvarsan
طبق گفته مجله دانشگاه هروارد در مورد داروهای برتر همیشه علم جزء ۱۰ داروی انقلابی کل تاریخ پزشکی است کشف ارسفنامین در ۱۹۱۰ اتفاق بزرگی بود.
تفاوت در این بود که دانشمندان از ارسنیک که خود به خود سم است برای ساختن مولکولی استفاده کردند که باکتری را از بین میبرد - این دارو سم است ولی انسان را نمیکشد -
-میتوان گفت از اینجا شیمی درمانی شروع شد-
سالوارسان فرم تجاری اسفرنامین برای پیش گیری از مرگ در اثر هر عامل مربوط به عفونت با یک میکروارگانیسم زنده سفلیس و تب های برگشتی مثل تریپاتونوزوما بود .